# Воля-Потоцька
Воля-Потоцька (пол. Wola Potocka) — село в Польщі, у гміні Поток-Великий Янівського повіту Люблінського воєводства.
Населення — 317 осіб (2011).
У 1975-1998 роках село належало до Тарнобжезького воєводства.

## Демографія
Демографічна структура станом на 31 березня 2011 року:
|          | Загалом | Допрацездатний вік | Працездатний вік | Постпрацездатний вік |
| -------- | ------- | ------------------ | ---------------- | -------------------- |
| Чоловіки | 145     | 33                 | 96               | 16                   |
| Жінки    | 172     | 46                 | 76               | 50                   |
| Разом    | 317     | 79                 | 172              | 66                   |